# José Miguel Olguín
José Miguel Olguín Farías (La Ligua, 2 de agosto de 1903-Punta Arenas, 16 de noviembre de 1991) fue un profesor y futbolista chileno que jugaba de puntero izquierdo.
Conocido por su apodo Cantimplora, participó de la gira internacional de Colo-Colo en 1927 y como seleccionado nacional en los Juegos Olímpicos de Ámsterdam 1928.

## Trayectoria
En sus inicios deportivos, en su ciudad natal, privilegió la práctica del tenis y del atletismo, siendo este último el que mayor interés le generaba. En el caso del fútbol, lo practicaba cuando en los partidos faltaba algún jugador.
En 1921 se trasladó a Santiago a cursar estudios superiores en la Escuela Normal Superior José Abelardo Núñez, donde el deporte era preocupación de alumnos y maestros. Aunque al principio no tenía intenciones de unirse al equipo de fútbol, el profesor Marco Vera lo convenció para jugar como puntero izquierdo.
Los exalumnos de la Escuela Normal David Arellano y Julio Sepúlveda lo invitaron a unirse a las filas de Colo-Colo. Debutó a fines del año 1925 en Talca con la camiseta blanca, convirtiéndose así en el primer refuerzo que tuvo Colo-Colo en su historia. El sobrenombre Cantimplora se lo puso el público producto de su velocidad, que comparaban con una yegua argentina ganadora de los principales clásicos en hipódromos chilenos.
En Colo-Colo formó el ala izquierda en compañía de David Arellano y fue parte de la gira internacional de 1927. Desde joven empezó a pensar en dejar las canchas, sin embargo, encariñado con su club y sabiéndose necesario, debió postergar una vez después de otra su determinación. Estuvo en el conjunto albo hasta fines de 1935 cuando cedió su puesto a Tomás Rojas.
Después de tres años de inactividad volvió para vestir brevemente la camiseta de Santiago Morning en el torneo de 1939.

## Selección nacional
Fue internacional con la selección chilena entre los años 1923 y 1928, participó en dos ediciones del Campeonato Sudamericano y en una edición del Torneo Olímpico de Fútbol. Disputó once partidos oficiales, además participó en dos partidos no oficiales, su participación final fue de trece partidos.
Fue seleccionado por primera vez para unos amistosos en Montevideo y Buenos Aires. Después lo convocaron para ser parte del seleccionado en el VIII Campeonato Sudamericano, fue titular en todos los partidos.
Posteriormente fue convocado para participar en el Campeonato Sudamericano de 1926, fue titular en todos los partidos de Chile en el torneo y el equipo tuvo un buen desempeño alcanzando un meritorio tercer puesto.
Luego fue seleccionado para el Torneo Olímpico de Fútbol 1928, fue titular en el encuentro frente a Portugal por la primera ronda de los Juegos Olímpicos, que significó la eliminación del torneo para Chile al caer derrotado por 2:4. También participó en el torneo de consuelo, en el que Chile saldría victorioso. Durante este viaje la dirección de educación le encomendó un estudio de los sistemas educacionales del Viejo Continente, en su calidad de profesor primario.

### Participaciones en Juegos Olímpicos
| Torneo                  | Sede         | Resultado        | Partidos |
| ----------------------- | ------------ | ---------------- | -------- |
| Juegos Olímpicos 1928   | Ámsterdam    | Ronda preliminar | 1        |
| Torneo de Consuelo 1928 | Países Bajos | Campeón          | 1        |
| Total                   | Total        | Total            | 2        |

### Participaciones en el Campeonato Sudamericano
| Torneo                       | Sede    | Resultado     | Partidos |
| ---------------------------- | ------- | ------------- | -------- |
| Campeonato Sudamericano 1924 | Uruguay | Cuarto lugar  | 3        |
| Campeonato Sudamericano 1926 | Chile   | Tercer puesto | 3        |
| Total                        | Total   | Total         | 6        |

### Partidos internacionales
| 1     | 25 de noviembre de 1923 | Estadio Pocitos, Montevideo, Uruguay            | Uruguay    | 2-1 | Chile     | Amistoso                         |
| 2     | 2 de diciembre de 1923  | Estadio Alvear y Tagle, Buenos Aires, Argentina | Argentina  | 6-0 | Chile     | Amistoso                         |
| 3     | 12 de octubre de 1924   | Campos de Sports, Santiago, Chile               | Chile      | 0-1 | Uruguay   | Amistoso                         |
| 4     | 19 de octubre de 1924   | Gran Parque Central, Montevideo, Uruguay        | Uruguay    | 5-0 | Chile     | Campeonato Sudamericano 1924     |
| 5     | 25 de octubre de 1924   | Gran Parque Central, Montevideo, Uruguay        | Argentina  | 2-0 | Chile     | Campeonato Sudamericano 1924     |
| 6     | 1 de noviembre de 1924  | Gran Parque Central, Montevideo, Uruguay        | Paraguay   | 3-1 | Chile     | Campeonato Sudamericano 1924     |
| 7     | 17 de octubre de 1926   | Campos de Sports, Santiago, Chile               | Chile      | 1-3 | Uruguay   | Campeonato Sudamericano 1926     |
| 8     | 31 de octubre de 1926   | Campos de Sports, Santiago, Chile               | Chile      | 1-1 | Argentina | Campeonato Sudamericano 1926     |
| 9     | 3 de noviembre de 1926  | Campos de Sports, Santiago, Chile               | Chile      | 5-1 | Paraguay  | Campeonato Sudamericano 1926     |
| 10    | 27 de mayo de 1928      | Estadio Olímpico, Ámsterdam, Países Bajos       | Portugal   | 4-2 | Chile     | Juegos Olímpicos 1928            |
| 11    | 5 de junio de 1928      | Monnikenhuize, Arnhem, Países Bajos             | Chile      | 3-1 | México    | Torneo de Consuelo Olímpico 1928 |
| Total |                         |                                                 | Presencias | 11  |           |                                  |

| 1     | 28 de noviembre de 1923 | Estadio Pocitos, Montevideo, Uruguay           | Peñarol    | 6-2 | Chile | Amistoso |
| 2     | 9 de noviembre de 1924  | Estadio Jorge Newbery, Buenos Aires, Argentina | Huracán    | 0-0 | Chile | Amistoso |
| Total |                         |                                                | Presencias | 2   |       |          |

## Clubes
| Club             | País  | Año         |
| ---------------- | ----- | ----------- |
| Escuela Normal   | Chile | 1921 - 1925 |
| Colo-Colo        | Chile | 1926 - 1935 |
| Santiago Morning | Chile | 1939        |

## Palmarés

### Torneos locales
| Título                                             | Club      | País  | Año  |
| -------------------------------------------------- | --------- | ----- | ---- |
| Serie F de la Liga Central de Football de Santiago | Colo-Colo | Chile | 1928 |
| Liga Central de Football de Santiago               | Colo-Colo | Chile | 1929 |
| División de Honor                                  | Colo-Colo | Chile | 1930 |

### Torneos nacionales
| Título                 | Club      | País  | Año  |
| ---------------------- | --------- | ----- | ---- |
| Campeonato de Apertura | Colo-Colo | Chile | 1933 |